# Digital Performer
Digital Performer（デジタルパフォーマー）はアメリカのMark of the Unicorn（MOTU、マークオブザユニコーン）社製のMIDIシーケンサー、デジタルオーディオワークステーション (DAW)ソフトウェア。MOTU DP、デジパフォなどと呼ばれる。

## 概要
1985年に発売された初のMIDIシーケンサー・ソフトのPerformer（パフォーマー）を祖とし、これにオーディオ録音・編集・ミックス機能を備えたDAWソフトのDigital Performerが1992年に発売された。世界中のプロミュージシャンにも多く使用され、現在ではDigital Performerに一本化されている。メインとなる操作部（ロケーター）、シーケンサー部のデザインとキーボード操作法は初期の頃と比べて大きな変更はなく一貫性が保たれ、柔軟なMIDI Edit機能を備えている。
MOTU社はオーディオインターフェース、MIDIインターフェースなどの外部ハードウェアも製造している。Mac OS 9の時代には、同一メーカーからソフトウェア、ハードウェアが提供されていることで安定的なシステム環境が構築できることでも定評があった。ほとんどのMOTU製ハードウェアはDigital Performer以外のソフトウェアにも対応し、またWindows環境にも対応している。
2012年NAMMにてVer8と、本バージョンからWindowsプラットフォームへ対応することを発表した。その後Mac OS XとWindowsに対応したVer9は2015年6月にリリースされ、1176 Peak LimiterとCraig AndertonのMultiFuzzのエミュレーションのほか、新しいエフェクトプラグインが追加され、ワークフローの強化が図られた。その後リリースされたVer9.1では各フォーマットに対応したLTCを出力するプラグインのSMPTE-Z、ハードウェアアウトボードとの接続を前提に設計されたHardware Insertプラグインの追加や、CPU負荷軽減を目的とするバーチャルインストゥルメンツやプラグインからのアウトプットシグナルをプリレンダーする、Next-gen Pre-genが採用された。
2019年1月のNAMMで、Zynaptiqテクノロジーによるオーディオのタイムストレッチング、Beat Detection 2.0を実装し、Clips Windowが追加されたVer10を発表。同年2月にリリース。2019年11月にリリースしたMOTU社初のプライスレンジとなる200ドル以下のオーディオインターフェイスであるM2とM4にバンドルされる形でDAWソフトウェア、Performer Liteが登場し同製品ユーザーに無償提供開始。これによりPerformerシリーズの復活となるが実際にはDigital PerformerのUIを簡素化し、オーディオとMIDIトラックの使用可能数に制限が設けられた機能限定盤としての側面が強い。ただし一部のMaster WorksシリーズやMODEL 12、Bassline、ギターエフェクトのプラグインが付属されるほか、シーケンス・チャンクやV-RackなどDigital Performer独自の機能が搭載され、実質上Digital Performerの普及版としてリリースされた。以降はMシリーズ以外のMOTUオーディオインターフェイス、MIDIインターフェイス製品にもバンドルされている。
2021年7月、他社DAWに先駆けてAppleシリコン搭載Macにネイティブ対応したメジャーアップデート版、DP11をリリース。MIDIシーケンス内にアーティキュレーションマップを活用できるようになったほか、譜面編集画面のクイックスクライブウインドウへのアーティキュレーション表記が可能になった。MPEへの対応、EUCONやNKSなどサードパーティ・コントロールサーフェスへの対応拡充など、劇伴作家やプロデューサー向けのフォローアップが強化された。2022年4月、DP11.1アップデートをリリース。MIDIトラックとインストゥルメントトラックの統合が実装された。

## 機能概要
- MIDIデータの記録・再生・編集。MIDIデータに基づく楽譜の作成・編集。分解能は内部処理では2兆分の1拍。最高1万分の1拍の表示が可能。
- オーディオの録音・再生・編集。量子化ビット数 / サンプリング周波数は、外部に接続するオーディオインターフェースにより最高で24bit / 192kHzに対応。
- 1ch、2ch、4ch、LCRS、5.1ch、6.1ch、7.1ch、10.2chのオーディオのミキシングに対応。
- QuickTimeビデオとの同期再生。
- SMF形式のMIDIファイルの読み込み・書き出し。
- SDII、AIFF、WAV、MP3形式などのオーディオファイルの読み込み・書き出し。
- OMF、AAF形式のマルチトラック・オーディオ設定ファイルの読み込み・書き出し。
- 67種類のオーディオ用エフェクター・プラグインが付属。
- 7種類のソフトウェア・シンセサイザー・プラグインが付属、それに加えサードパーティでフリーウェアであるUVI Workstationで動作するアコースティック楽器のライブラリが付属。（バージョン10.0以降）。
- オーディオ、ソフトシンセのプラグインの対応方式はMAS、AU、VST。

## 歴史

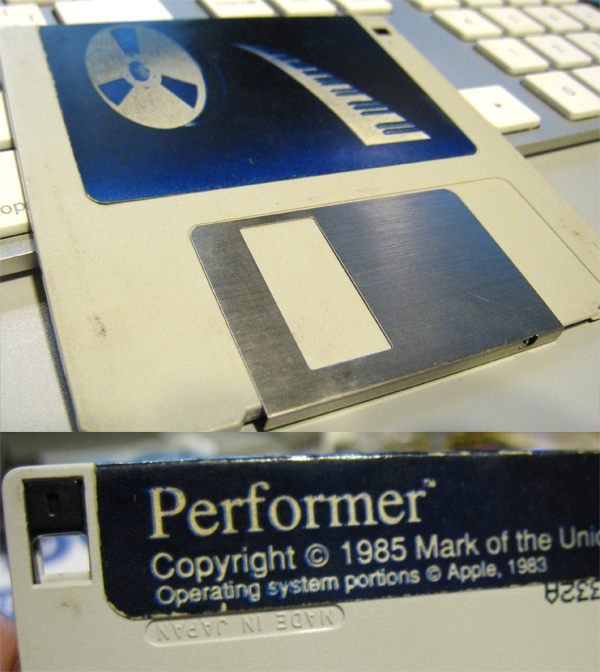
Performer1.2aのオリジナルディスク

- 1980年 Mark Of The Unicorn設立。
- 1984年 Apple Macintosh用の音楽ソフトとしてProfessional Composerを発売。
- 1985年 Macintosh用MIDIシーケンサーソフトのPerformerを発売。1987年以降、競合シーケンサーソフトのVision、Cubase、Logic Proが登場し、Mac用音楽制作市場の成長とともに、各社ともバージョンアップとProToolsがリードするDAWソフトの開発にしのぎを削る。
- 1992年 Digital Performerを発売。Performerをベースにオーディオ録音・編集・ミックス機能を備えたDAWソフト。
- 1994年 Performer 5を発売。グラフィックがカラー化されたほか、大幅な機能追加が行なわれた。
- 1997年 Digital Performer 2を発売。このころから機能の追加と動作の改善が顕著になり、PerformerユーザーのDigital Performerへの乗り換えが進み始める。
- 1997年 Performer 6を発売。8トラックのオーディオ録音・編集・ミックス機能を追加した。Performerは6.xが最終バージョン。
- 2001年 Digital Performer 3を発売。PPC専用となる。
- 2003年 Digital Performer 4を発売。Mac OS X専用となる。
- 2006年 Digital Performer 5を発売。バージョン5.1よりインテル / PPC両対応となる。
- 2008年 Digital Performer 6を発売。
- 2009年 Digital Performer 7を発売。
- 2012年 Digital Performer 8を発売。
- 2013年 Digital Performer 8 Windows版をリリース。
- 2015年 Digital Performer 9を発売。
- 2019年 Digital Performer 10を発売。
- 2019年12月 Digital Performer 10.1リリース。兼ねてより多くのユーザーから要望の多かったステムやマルチトラックバウンスのほかオフラインバウンス機能が追加。録音していない演奏情報をMIDIクリップ化するRetrospective MIDI Recordなど多くの刷新が図られver10ユーザーには無償提供されるアップデートを配布。
- 2021年 Digital Performer 11を発売。